# 珀德拉拉鄉

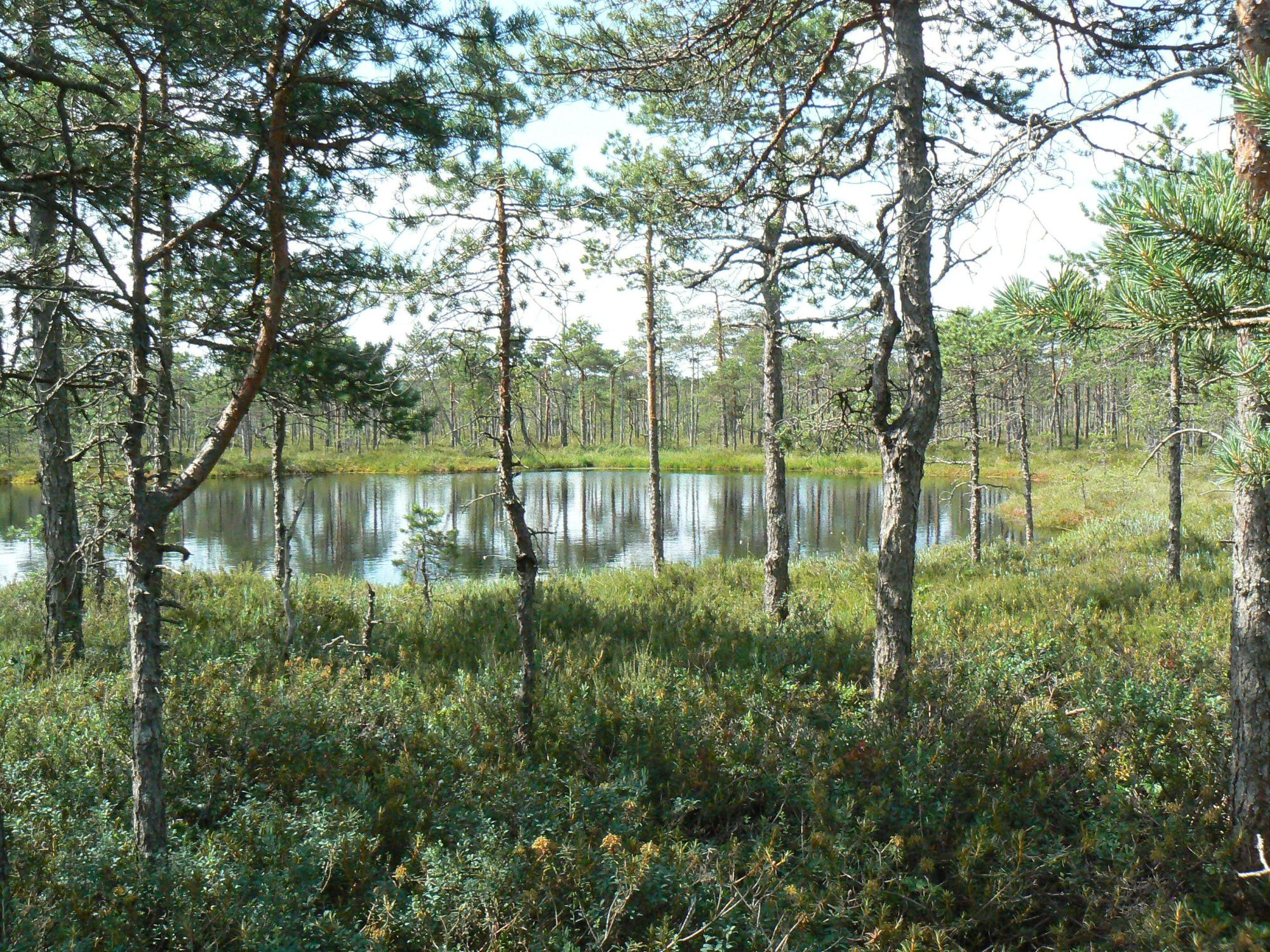
鲁比纳沼泽

珀德拉拉鄉，曾是愛沙尼亞瓦爾加縣的一個鄉村型市镇，位於該國南部，行政中心設於里達亞，面積127平方公里，2012年人口854，人口密度每平方公里7人。
2017年爱沙尼亚行政改革后，珀德拉拉市镇与其他市镇一起合并为新的特尔瓦市镇。
58°05′48″N 25°53′51″E / 58.09667°N 25.89750°E